# 小行星2940
小行星2940（2940 Bacon）是一颗绕太阳运转的小行星，为主小行星带小行星。该小行星于1960年9月24日发现。
該小行星以英國哲學家、政治家和散文家法蘭西斯·培根命名。

## 轨道参数
小行星2940的轨道半长轴为2.7835210 UA，离心率为0.235。